# Vito Postiglione
Vito Postiglione (Potenza, 28 febbraio 1977) è un pilota automobilistico italiano.

## Biografia
Inizia la sua carriera automobilistica nel 1998. Nel 1999, è vicecampione del Trofeo Renault Mégane, divenendo campione l'anno seguente. Si trasferisce alla "Clio Renault Sport Eurocup" ed è secondo in classifica nella prima stagione nel 2001 e quinto nella stagione successiva. Nel 2003 è vincitore della 6 Ore di Vallelunga alla guida di una BMW M3, e sempre nel 2003, vicecampione del trofeo Renault "Clio 3000"con la scuderia Liera Motorsport. Classificatosi quarto alla "Clio Eurocup" nel 2004, nel 2005 gareggia nella "Ferrari Challenge"nel 2006 sempre nel "Ferrari Challenge con la nuova vettura"F430 e vicecampione Italiano e vicecampione del mondo, nel 2007 partecipa ancora nel "Ferrari Challenge"F430 e diventa Campione Italiano e Campione del Mondo con il Team Malucelli, nel 2008 "Campionato italiano Gran Turismo", alla guida di una Ferrari F430 GT2. Nel 2009 corre per la Proteam Motorsport, guidando una BMW 320si nel Mondiale Turismo WTCC, e sempre nel 2009 approda nel Porsche Carrera Cup con il Team Antonelli disputando le ultime tre gare e vincendo subito al debutto. Nel 2010 e 2011 corre sempre nel monomarca Porsche Carrera Cup con il Team Petricorse. Nel 2012 approda nel Team Ebimotors vincendo la Carrera Cup, e nel 2013 sempre con il Team Ebimotors conquista il titolo di Campione italiano Gran Turismo in coppia con Luigi Lucchini e sempre nel 2013 vince il titolo di Campione italiano del Targa Tricolore Porsche in coppia con Davide Roda. Nel 2014 sempre con il Team Ebimotors partecipa nuovamente alla Carrera Cup con la nuova "991" collezionando 4 vittorie, 2 secondi posti e 2 terzi posti, conquistando il titolo di vicecampione italiano. Nel 2015 ancora una volta i colori del Team Ebimotors partecipa al campionato Italiano Gran Turismo in coppia con Vincenzo Donativi, vincendo la classifica Trofeo Pirelli Tyres riservata ai piloti (PRO AM) e 8 Assoluti. Sempre nel 2015 partecipa anche al campionato Mitjet Italian Seris con il Team Kinetic, vincendo la classifica riservata ai piloti (PRO). Nel 2016 approda nel Team Imperiale Racing partecipando al campionato Lamborghini Blancpain Super Trofeo e nel campionato italiano Gran Turismo nella classe GT 3, in coppia con Andrea Gagliardini. Nel 2017 sempre con i colori del Team Imperiale Racing partecipa al campionato Gt Open in coppia con Andrea Fontana, e anche al campionato Lamborghini Super Trofeo Europa, in coppia con Jonathan Cecotto, figlio di Johnny. Nel 2018 partecipa al campionato Lamborghini Super Trofeo Europa in coppia con Karol Basz, conquistando il titolo di vicecampione europeo. Nel 2019 sempre con il Team Imperiale Racing partecipa al Campionato Italiano GT3 Endurance e Sprint classificandosi al terzo posto nei rispettivi campionati e partecipa anche al Campionato Lamborghini Super Trofeo Europa conquistando il titolo di vicecampione europeo.
Nel 2020 partecipa al campionato Italiano GT Endurance con tre differenti Marchi Lamborghini Gt3 Audi R8 Lms Gt3 e Porsche Gt4.  Nel 2021 partecipa al Campionato Italiano Gt Sprint ed Endurance con il Team Audi Sport Italia.  Nel 2022 partecipa al Campionato Italiano Gt Endurance con i colori del Team Easy Race su Ferrari 488 Gt Cup Evo conquistando il titolo di vice campione italiano. Nel 2023 partecipa al Campionato Italiano Gt Sprint con i colori del Team Race Event su Porsche 992 Gt3 Cup Nel 2024 partecipa al Campionato Italiano Gt Sprint ed Endurance con i colori del Team Best Lap su Ferrari 488 Gt3 Evo.  Nel 2025 partecipa al Campionato Italiano Endurance Gt Cup con i colori del Team Easy Race su Ferrari 488 Gt Cup  
Ad oggi Vanta 246 Podi di cui (125 Vittorie, 63 Secondi e 58 Terzi posti)